# Vennesla
Vennesla – norweskie miasto i gmina leżąca w regionie Agder.
Vennesla jest 242. norweską gminą pod względem powierzchni.

## Demografia
Według danych z roku 2005 gminę zamieszkuje 12 427 osób. Gęstość zaludnienia wynosi 32,22 os./km². Pod względem zaludnienia Vennesla zajmuje 89. miejsce wśród norweskich gmin.
| ludność stan na 1 stycznia 2005 |         |           |        |
|                                 | kobiety | mężczyźni | razem  |
| osób                            | 6167    | 6260      | 12 427 |
| %                               | 49,63%  | 50,37%    | 100%   |

| wykształcenie stan na 1 października 2004 |        |         |        |        |
|                                           | podst. | średnie | wyższe | niezn. |
| osób                                      | 2280   | 5916    | 1128   | 190    |
| %                                         | 23,96% | 62,18%  | 11,86% | 2%     |

## Edukacja
Według danych z 1 października 2004:
- liczba szkół podstawowych (norw. grunnskolar): 8
- liczba uczniów szkół podst.: 1981

## Władze gminy
Według danych na rok 2011 administratorem gminy (norw. rådmann) jest Svein Skisland, natomiast burmistrzem (norw. ordfører, d. borgermester) jest Magny Torhild Bransdal.

## Urodzeni w Vennesla
- Maria Arredondo – norweska piosenkarka